# جوزف
جوزف (به عربی: جوزف) یک منطقهٔ مسکونی در سوریه است که در ناحیه احسم واقع شده‌است. جوزف ۳٬۰۲۹ نفر جمعیت دارد.